# Parafia św. Antoniego w Trąbinie
Parafia pw. św. Antoniego w Trąbinie – rzymskokatolicka parafia należąca do dekanatu dobrzyńskiego nad Drwęcą, diecezji płockiej, metropolii warszawskiej. Siedziba parafii mieści się w Trąbinie.

## Historia parafii
Parafię pod wezwaniem Wszystkich Świętych erygował w Trąbinie prawdopodobnie bp Klemens około 1340 r. Z tego samego roku pochodzi też pierwsza wzmianka o kościele. Na terenie parafii istniały w XV-XVII w. dwa kościoły: w Trąbinie i odległych 4 km Gulbinach. Zostały one zniszczone podczas potopu szwedzkiego w 1656 r.
Około 1720 r. drewniany kościół w Trąbinie ufundował bp Bartłomiej Załuski. Spłonął on w 1781 r. W tym samym roku z fundacji kasztelana z Kowala, P. Sumińskiego, zbudowano kościół pod wezwaniem Wszystkich Świętych. Wizyta z 1817 r. informowała, że był on drewniany, kryty dachówką, miał ceglaną posadzkę i wyposażony był w pięć ołtarzy: główny – Wniebowzięcia Matki Bożej oraz boczne: św. Jana Nepomucena, św. Mikołaja, św. Antoniego i Opatrzności Bożej. 
W latach 1878–1881, staraniem ks. Antoniego Kołakowskiego, zbudowano neogotycki murowany kościół pod wezwaniem św. Antoniego. Wolnostojąca, ceglana dzwonnica powstała w 1891 r. Kościół konsekrował w 1902 r. bp Jerzy Szembek.  W 1998 r. odnowiono zabytkowe obrazy św. Antoniego z 1781 r. i Matki Boskiej Niepokalanie Poczętej z 1814 r.